# Goldfrapp
Goldfrapp er et engelsk band, der blev dannet i 1999.
Goldfrapp spiller dramatisk, dragende og lettere dekadent elektronisk musik, der genremæssigt er svært at kategorisere, men som musikalsk trækker både på glamourøse cabaretelementer, slibrig disco, kølig 80’er pop og moderne elektronica.
Sangerinden Alison Goldfrapp har en fortid som installationskunstner og det var som en del af studie på Middelsex University at hun begyndte at udforske brugen af sin stemme.
Will Gregory drog i en tidlig alder til USA med en plan om at lære at spille saxofon. I stedet endte han i San Fransisco som sessionmusikere og filmkomponist indtil han ved en tilfældighed gennem en ven hørte et bånd med Alison Goldfrapp.
På det tidspunkt havde Alison Goldfrapp allerede ladet sin diva-røst høre på albums med Tricky og Orbital.
Goldfrapps debutalbum 'Felt Mountain' var en af den slags plader, der fik fremragende anmeldelser og langsomt, men sikkert stigende slagstal. I alt har pladen solgt mere end en halv million eksemplarer på verdensplan, hvilket er overraskende meget for den type udgivelse.
'Black Cherry' skulle efter sigende være indspillet i et neonbelyst studie med mørke vægge.
I 2005 udsendte Goldfrapp sit tredje album 'Supernature' i en mere hårdtpumpet stil med referencer til 70'er-koryfæer som T. Rex og Donna Summer. Et stilskifte, der skaffede duoen et pænt hit med nummeret 'Ooh La La'.

## Diskografi

### Album
- Felt Mountain, (2001)
- Black Cherry, (2003)
- Supernature, (2005)
- Seventh Tree, (2008)
- Head First, (2010)